# Nové Sedlo (zámek)
Nové Sedlo je secesní zámek ve stejnojmenné obci v okrese Louny. Nachází se v parku na jižním okraji hospodářského dvora mezi vesnicí a zdejší věznicí. Od roku 1964 je chráněn jako kulturní památka.

## Historie
První panské sídlo se v Novém Sedle připomíná až v roce 1590, kdy na nově postavené tvrzi sídlil Jindřich Strojetický ze Strojetic. Polohu této zaniklé tvrze neznáme, ale je možné, že byla rozebrána na stavební kámen, ze kterého byly postaveny budovy hospodářského dvora. Nový secesní zámek si nechal ve vsi postavit v letech 1898–1901 žatecký advokát Hans Damm. V osmdesátých letech dvacátého století byla v zámku mateřská škola.

## Stavební podoba
Zámek je jednopatrová budova s vyvýšeným přízemím, do kterého se vstupuje po schodišti ukončeném v arkádovitě otevřené předsíni.